# Parque nacional del Monte Aspiring
El Parque nacional del Monte Aspiring es un parque ubicado en la Isla Sur de Nueva Zelanda. 
Se creó en 1964 como el décimo parque nacional de Nueva Zelanda. El parque abarca 3.555 km² en el extremo sur de los Alpes Neozelandeses, directamente al oeste del lago Wanaka, y es popular para el excursionismo, senderismo y el montañismo. El Monte Aspiring (3.033 m) es la montaña que da su nombre al parque. Otros picos importantes en el parque incluyen el Monte Pollux (2542 m) y el Monte Brewster (2.519 metros). 
En abril de 2005, el Fondo para el Patrimonio Natural compró tierras privadas en el valle del río Landsborough como una adición al parque.

## Patrimonio de la Humanidad
Forma parte de Te Wahipounamu, declarado Patrimonio de la Humanidad por la Unesco en el año 1990. Es la reunión de varios Parques nacionales, que son: 
- Parque nacional Aoraki/Mount Cook
- Parque nacional de Fiordland
- Parque nacional Westland